# مايك كلارك (لاعب كرة قدم أمريكية)
مايك كلارك (بالإنجليزية: Mike Clark)‏ هو لاعب كرة قدم أمريكية أمريكي، ولد في 30 مارس 1959 في دوثان في الولايات المتحدة.

## وصلات خارجية
- مايك كلارك على موقع مرجع كرة القدم المحترفة.كوم (الإنجليزية)